# ネイチャー フォトニクス
ネイチャー フォトニクス（英: Nature Photonics）はNature Publishing Groupが発行している国際科学学術雑誌である。